# Kościół św. Jana Chrzciciela w Ołdrzychowicach Kłodzkich
Kościół św. Jana Chrzciciela w Ołdrzychowicach Kłodzkich – świątynia katolicka w diecezji świdnickiej, powstała w drugiej połowie XIV wieku, kilkakrotnie przebudowywana, ostatni raz w 1867 roku.

## Historia
Pierwsza wzmianka dotycząca istnienia kościoła i parafii w Ołdrzychowicach Kłodzkich pochodzi z 1384 r., jednak zapewne świątynia powstała kilkadziesiąt lat wcześniej wraz z lokowaniem wsi. W drugiej połowie XV w. miejscowi posiadacze wsi ufundowali nowy kościół wraz z wykonanym ze srebra głównym ołtarzem, którego poświęcenia dokonał biskup pomocniczy wrocławski Johannes Cizicesner w 1481 r. Nie zachowały się żadne dokumenty przedstawiające stan wygląd świątyni, ale przypuszcza się, że była to budowla murowana wykonana w stylu gotyckim. Nosił on początkowo wezwanie św. Katarzyny Męczennicy. W późniejszym okresie jako współpatron dołączył św. Jan Chrzciciel.
Od 1550 r. był on użytkowany przez protestantów, którzy stanowili w tym czasie większość mieszkańców osady. Sytuacja ta miała miejsce do 1622 r., kiedy to świątynia została zwrócona katolikom, co związane było z przymusową rekatolizacją hrabstwa kłodzkiego. 17 listopada 1699 r. kościół został częściowo zniszczony w wyniku pożaru.
W 1732 r. miała miejsce rozbudowa kościoła, w wyniku której znacznie go powiększono i przedłużono. Dobudowano także wieżę z dzwonami. Trzy lata później Johann Franz Hoffmann namalował na ścianach we wnętrzu kościoła freski przedstawiające żywot św. Katarzyny. Po 1768 r. jako jedyny patron obiektu występuje św. Jan Chrzciciel. Z kolei w 1793 r. zainstalowano nowe organy z 332 piszczałkami.
Przełomem w dziejach kościoła parafialnego w Ołdrzychowicach Kłodzkich był 1867 r., kiedy proboszczem był Johann Kraetzer. W tym czasie dokonano całkowitej przebudowy obiektu z zachowaniem dotychczasowych elementów. Nowa świątynia otrzymała z zewnątrz formę bliską eklektyzmowi, zaś kształtem przypominała krzyż łaciński. Jego konsekracji dokonano w 1879 r. Dokument ją potwierdzający znajduje się w kuli na wieży. W 1884 r. zakupiono nowe 23-głosowe organy mechaniczne. Wstawiono w okno prezbiterium duży witraż św. Jan Chrzciciel kupiony w 1867 za 375 talarów w Instytucie Witrażowym Adolpha Seilera.
Po II wojnie światowej kościół został przejęty przez polskich duchownych w stanie idealnym. W 1964 r. zainstalowano w nim ogrzewanie, a trzy lata później zamontowano nowe okna w nawie głównej. W 1970 r. miała miejsce pierwsza renowacja budowli, w wyniku której odnowiono polichromię kościoła. Pracę prowadził malarz Józef Machwic. Polichromię poświęcił bp. Andrzej Wronka. W 1983 r. miał miejsce kolejny remont, tym razem dachu kościoła, który pokryto cynkową blachą. W 1989 r. zbudowano nowy ołtarz soborowy z marmuru i odnowiono stary.

## Położenie i architektura
Kościół św. Jana Chrzciciela znajduje się w centrum Ołdrzychowic Kłodzkich przy głównej drodze wiodącej z Kłodzka do Lądka-Zdroju, która nosi nazwę ulicy Kłodzkiej.
Świątynia jest budowlą jednonawową z transeptem i z wyraźnie wydzielonym prezbiterium, zamkniętym wielobocznie. Całość nakryta jest dwuspadowym dachem. W zachodniej części znajduje się wieża, która u swojej podstawy ma formę kwadratu, zaś pnąc się ku górze przybiera formę ośmioboczną, która zwieńczona jest ostrosłupowym hełmem. Elewacja świątyni jest koloru białego.

## Wystrój i wnętrze kościoła
Wnętrze kościoła oraz jego wystrój jest znacznie zróżnicowane, zawierając elementy od sztuki gotyckiej po dziewiętnastowieczne neostyle:

### Ołtarz główny
- neobarokowy ołtarz główny z 3 ćwierci XIX wieku, wykonany w stylu warsztatu śląskiego. Ma on 12 m wysokości. Jest wykonany z drewna rzeźbionego i polichromowanego.
  - nastawa jest architektoniczna i jednokondygnacyjna.,
  - filary i kolumny ustawione kulisowo wspierają gierowane, przerwane belkowanie,
  - w perspektywie witrażowe okno z przedstawieniem św. Jana Chrzciciela,
  - na tle filarów znajdują się pełnoplastyczne rzeźby przedstawiające świętych Piotra i Pawła,
  - zwieńczenie ołtarza jest wolutowe, ozdobione wicią akantu, z Okiem Opatrzności w złocistej glorii na szczycie i dwiema figurkami puttów na osiach bocznych.
  - na belkowaniu są pełnoplastyczne rzeźby Matki Boskiej z Dzieciątkiem i nieznanego świętego.
  - na skrajnych osiach znajdują się wazony z kwiatami. Kolumny o kompozytowych głowicach, na filarach kartusze z motywami kampanulli oraz płaskie zwisy liściowe

### Pozostałe
- Ołtarze boczne:
  - Ołtarz boczny – neobarokowy z 1870 r., dominujące miejsce w nim zajmuje obraz z przedstawieniem Wizji św. Małgorzaty Marii
  - Ołtarz boczny – neobarokowy z 1870 r., centralny punkt zajmuje obraz przedstawiający Chrystusa nauczającego w świątyni
- Prospekt organowy – eklektyczny z 1884 r.
- Ambona – z 2. poł. XIX w., zwieńczona figurą św. Jana Chrzciciela
- Chrzcielnica – z 2. poł. XIX w., eklektyczna, zwieńczona figurą św. Jana Chrzciciela
- Figura Matki Boskiej z Dzieciątkiem – gotycka z ok. 1470 r.
- witraż z 1867 św. Jan Chrzciciel z wrocławskiej firmy A. Seilera
- Krypta rodowa Schreckendorfów

## Otoczenie kościoła
- Plebania pochodząca z końca XVIII w.
- Budynek byłej szkoły katolickiej z 1837 r.
- Mauzoleum von Magnisów z 1889 r. o formach neoromańskich.
- Przykościelny cmentarz wraz z kaplicą, zawierający jeszcze nagrobki sprzed 1945 r.